# Étaples
Étaples (Nederlands: Stapele) is een gemeente in het Franse departement Pas-de-Calais (regio Hauts-de-France). De plaats maakt deel uit van het arrondissement Montreuil. Étaples ligt aan de Opaalkust, een door de botanicus en schilder Édouard Lévêque (1857-1936) in 1911 bedachte benaming. Étaples telde op 1 januari 2022 10.693 inwoners.

## Naam
De plaatsnaam is van Oudnederlandse herkomst. De oudste overgeleverde vermelding  van de plaatsnaam is uit het jaar 1029 als: Stapulas. Het betreft een zelfstandig naamwoord en de plaatsnaam verwijst naar c.q. is afgeleid van het woord stapelplaats (plaats die het recht heeft op het opslaan en verkopen van bepaalde waar) (Oudnederlands: stapal). De huidige Franstalige plaatsnaam is hiervan een fonetische nabootsing.
De spelling van de naam van het dorp heeft door de eeuwen heen gevarieerd. Chronologisch heette het achtereenvolgens: Stapula, Stapulae, Staplae (1042), Staples (1141), Estaples (1170), Estagles, Estaples-sur-le-Mer (1322), Estapples (1346), Estaplez (1404), Estaple (1553), Estappes (1660), Estaples (1793) en Étaples (sinds 1801). Hierna kreeg en behield het zijn huidige naam en spellingswijze.

## Geschiedenis
In de 8e eeuw lag Stapel vlak bij de Romaans-Germaanse taalgrenszone en werd er een Nederfrankisch dialect gesproken. Mogelijk was het gebied tweetalig. In de eeuwen hierna werd het Germaans hier teruggedrongen en in de 13e eeuw lag de taalgrens bij Bonen en lag Stapel dus in Romaans taalgebied. Stapel werd in de vroege middeleeuwen vermoedelijk door een overstroming verwoest; de bevolking trok naar Quentovic, wat enige tijd een belangrijke havenstad was. Nadat Quentovic door de Vikingen was verwoest, vermoedelijk aan het einde van de 9e eeuw, werd Stapel herbouwd, mogelijkerwijze door dezelfde Vikingen, die er zich met hun buit terugtrokken. In 1172 werd de plaats van een fort voorzien door een plaatselijk heerser. Dit (in 1660 gesloopte) gebouw verrees op de ruïnes van vermoedelijk een door de Vikingen verwoest kasteel. In 1193 maakte koning Filips II van Frankrijk er een grote haven van. Gedurende de Honderdjarige Oorlog waren de ruïnes van het door Engelse troepen in 1346 verwoeste stadje in Engelse handen. In 1492 was Étaples de plaats, waar Hendrik VII van Engeland en Karel VIII van Frankrijk een voor Engeland gunstig verdrag sloten.
Van 1803 tot 1805 was er een groot Frans legerkamp, omdat Napoleon Bonaparte toen plannen voor een invasie van Engeland had.
In de late 18e eeuw en de 19e eeuw trok het stadje verscheidene kunstschilders aan. Onder anderen Henri Le Sidaner ging er in 1884 wonen om er impressionistische schilderijen te maken. Er ontstond een kleine kunstenaarskolonie met niet alleen schilders uit Frankrijk, maar ook uit Engelstalige landen, o.a. Frederick Carl Frieseke, die er in 1898 en 1899 verbleef. Ook de Noor Frits Thaulow heeft in Étaples geschilderd. De Franse kunstgeschiedenis noemt deze groep zelfs de "School van Étaples". De kunstenaars waren genoodzaakt weg te trekken toen in 1914 de Eerste Wereldoorlog uitbrak.
Van 1914 tot 1918 was Étaples de locatie van een groot trainingskamp van het Britse leger. De soldaten, die ook vanuit Australië, India en Nieuw-Zeeland kwamen, werden er voorbereid op frontdienst tijdens de Eerste Wereldoorlog. De discipline was er streng. Er was ook vaak onvrede, omdat de soldaten in het kamp, in tegenstelling tot de hoge officieren, in hun vrije tijd niet naar het nabijgelegen Le Touquet-Paris-Plage mochten gaan. In september 1917 leidde dit tot een grote muiterij van meer dan 1000 man, die zich ook door het stadje verspreidden. De muiterij, die enkele dagen had geduurd en aan één onderofficier het leven had gekost, werd door speciale ordetroepen, onder wie Gurkha's, de kop in gedrukt. Een van de muiters werd gefusilleerd.

## Bezienswaardigheden

### Musea
- In een voormalige textielfabriek is een zeevisserijmuseum met de naam Maréis, met klein zee-aquarium, gevestigd.
- Het Musée de la Marine, in de oude vismijn van 1874 aan de Boulevard Impératrice, belicht eveneens de visserij. Het werd geopend in 1992.
- Het Chantier de Construction Navale Traditionnelle is gevestigd in een voormalige scheepswerf die van 1951 tot 1991 in bedrijf was. Sinds 1994 een kenniscentrum voor traditionele schepen en de bouw ervan.
- Het Musée Quentovic in Étaples is een voormalig streekmuseum aan het Place du Général de Gaulle, maar werd gesloten in 2020.
- Het Musée du Touquet-Paris-Plage, gevestigd in een van de vele villa's in het bos ten zuidoosten van het nabijgelegen Le Touquet-Paris-Plage, is gewijd aan de schilders van de zogenaamde School van Étaples.

### Windmolens
- Vieux Moulin (Étaples)
- Moulin des Cronquelets.

Beide zijn van het type torenmolen en van beide werd rond 2012 de romp gerestaureerd en werd een kap geplaatst. In plaats van een volwaardig wiekenkruis werden beide molens echter voorzien van een  nep-wiekenkruis.

### Overig
- Sint-Michielskerk (Église Saint-Michel)
- Étaples Military Cemetery is de grootste Britse militaire begraafplaats in Frankrijk.
- De Usine de Saint-Frères is een voormalige fabriek van visnetten (corderie) waar tot 600 mensen werkten en die in bedrijf was van 1920-1989. Daarna werd het omgebouwd tot kantoor- en sportruimte, en ook het Office du Tourisme is er gevestigd.
- De Charles de Foucauld, een traditionele trawler voor de tonijnvangst, en geklasseerd als monument historique
- Het Hôtel Souquet-Marteau, waar Michel Ney van 1803-1805 verbleef en waar ook Napoleon Bonaparte meermaals op bezoek kwam.
- De Brasserie Delaporte (brouwerij) van 1754, grotendeels verwoest in 1918, herstart in 1921 maar niet meer in bedrijf.
- Kapel Notre-Dame de la Garde, aan de Boulevard Bigot Descelers.

## Verkeer en vervoer
- Étaples ligt dicht bij zee in het mondingsgebied van de Canche, aan de noordoever van die rivier. Er is een belangrijke jacht- en vissershaven.
- In de gemeente ligt spoorwegstation Étaples - Le Touquet. Van hieruit kan men per trein naar o.a. Parijs en Duinkerke reizen.
- Tussen Étaples en het nabijgelegen Le Touquet ligt aan de zuidoever van de Canche een klein vliegveld (Le Touquet Côte d'Opale Airport; IATA-code LTQ; ICAO-code LFAT), dat tot 2018 nog voor lijnvluchten naar Engeland werd gebruikt. Tegenwoordig wordt het voor vluchten met helikopters en kleine vliegtuigjes gebruikt, o.a. ten gerieve van deelnemers aan golftoernooien, en voor vlieglessen, o.a. in helikoptervliegen. Het heeft één start- en landingsbaan met een lengte van 1850 meter.
- Autoverkeer kan gebruik maken van de A16, afrit 26, enkele km ten oosten van het stadje. Tussen Étaples en het nabijgelegen Le Touquet ligt een brede verkeersbrug over de Canche.

## Economie
Het toerisme (jachthaven, strandvermaak in het nabije Le Touquet, watersport enz. ) is de belangrijkste pijler van de economie in Étaples. De stad is ook de thuishaven van een zeevisserijvloot.
In het verleden was er enige industrie (brouwerij, visnettenfabriek).

## Geografie
De oppervlakte van Étaples bedroeg op 1 januari 2022 12,95 vierkante kilometer; de bevolkingsdichtheid was toen 825,7 inwoners per km².

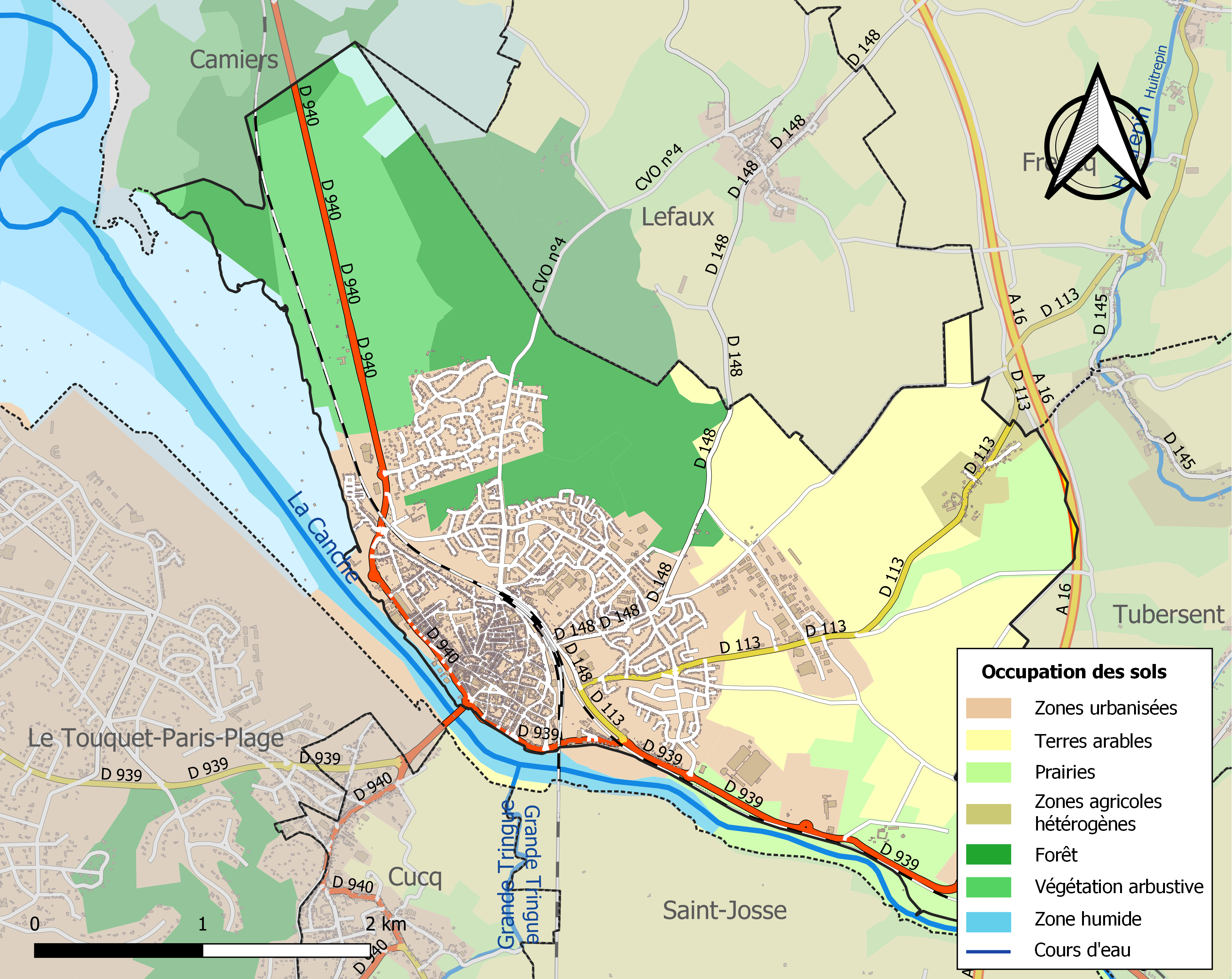
Kaart van de gemeente met belangrijkste infrastructuur, bodemgebruik en omliggende gemeenten

Étaples ligt aan de monding van de Canche, waar zich ook het Nationaal natuurreservaat Baai van de Canche (Réserve naturelle nationale de la baie de Canche) bevindt. De hoogte bedraagt 2-78 meter.

## Demografie
Onderstaande figuur toont het verloop van het inwonertal (bron: INSEE-tellingen).

## Bekende personen in relatie tot de stad
- Jacques Lefèvre d'Étaples, geboren in Étaples rond 1455, Frans humanist en theoloog
- Roger Dambron, geboren in Étaples in 1921, overleden in Schiltigheim (Elzas) in 2017, uitvinder van diverse spelen voor kinderen, wordt in Frankrijk beschouwd als de bedenker van het concept van de compositiefoto, zoals in opsporingsberichten van de politie gebruikt.

## Nabijgelegen kernen
Le Touquet-Paris-Plage, Trépied, Brexent-Enocq, Tubersent, Lefaux, Camiers